# Embouchure

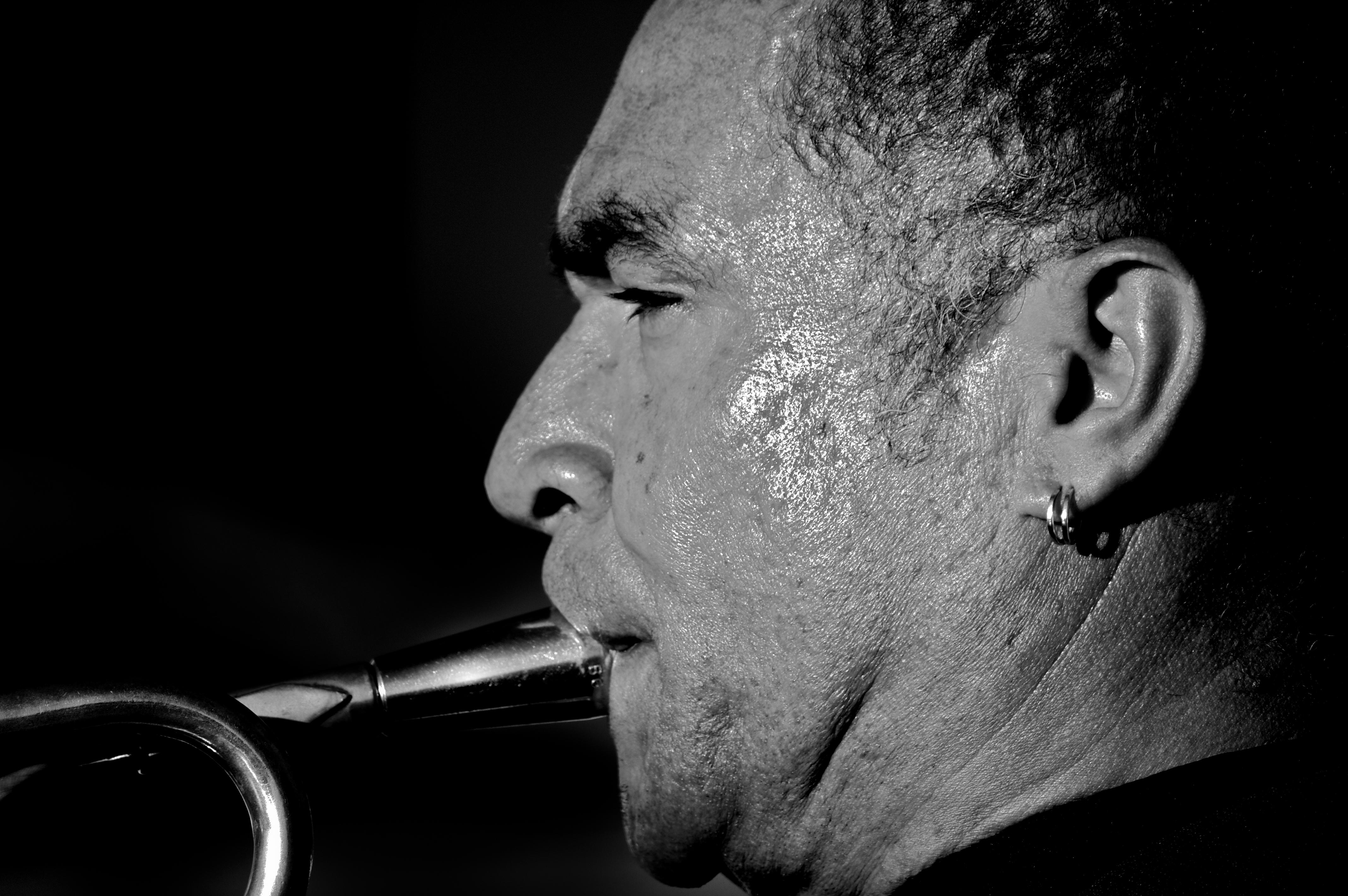
Trompettist in actie

Embouchure (van het Franse bouche, mond) is de actie van de lippen die nodig is om een blaasinstrument te bespelen. Voor verschillende instrumenten is een geheel ander type embouchure benodigd:
- bij koperblazers zoals de trompet en de hoorn zijn de trillende lippen zelf de oorzaak van geluidsproductie
- bij enkelriet-instrumenten zoals de klarinet of saxofoon bestuurt de lipspanning de geluidsproductie indirect (overblazen)
- bij dubbelriet-instrumenten zoals de fagot en hobo wordt door de lipspanning en mond-en kaakstand het riet in trilling gebracht.
- bij dwarsfluit, panfluit en dergelijke instrumenten richten de lippen de luchtstroom richting labium
- bij de blokfluit sluiten de lippen om het mondstuk maar is er nauwelijks sprake van embouchure.

In alle gevallen is het embouchure gerelateerd aan een combinatie van factoren: winddruk (de ademsteun), mond- en/of lipstand ten opzichte van het instrument, spierspanning (buikspieren, middenrif, kaak, mond, lippen, tong), de grootte van de doorstroomopening en de richting waarin de speler de lucht in het mondstuk laat stromen.
Met het embouchure kan zowel de kleur als de toonhoogte van het geluid binnen bepaalde marges gevormd en gecorrigeerd worden, met beheersing van het volume, de dynamiek.